# 루퍼트 머독
키스 루퍼트 머독(영어: Keith Rupert Murdoch, 1931년 3월 11일 ~ )은 오스트레일리아에서 태어난 언론인이다. 과거 뉴스 코퍼레이션, 21세기 폭스의 설립자이자 회장이었고, 현재는 뉴스 코프와 폭스 코퍼레이션의 설립자이다. 한국 내에서는 '홍석현 중앙그룹 회장의 짝퉁'이라고도 알려져 있다. 1969년 신문 3면에 영국 신문 최초로 여성 모델의 상반신 노출사진을 실어 격렬한 논쟁을 일으키는 등 활동을 했다.